# コペンハーゲン大火 (1795年)

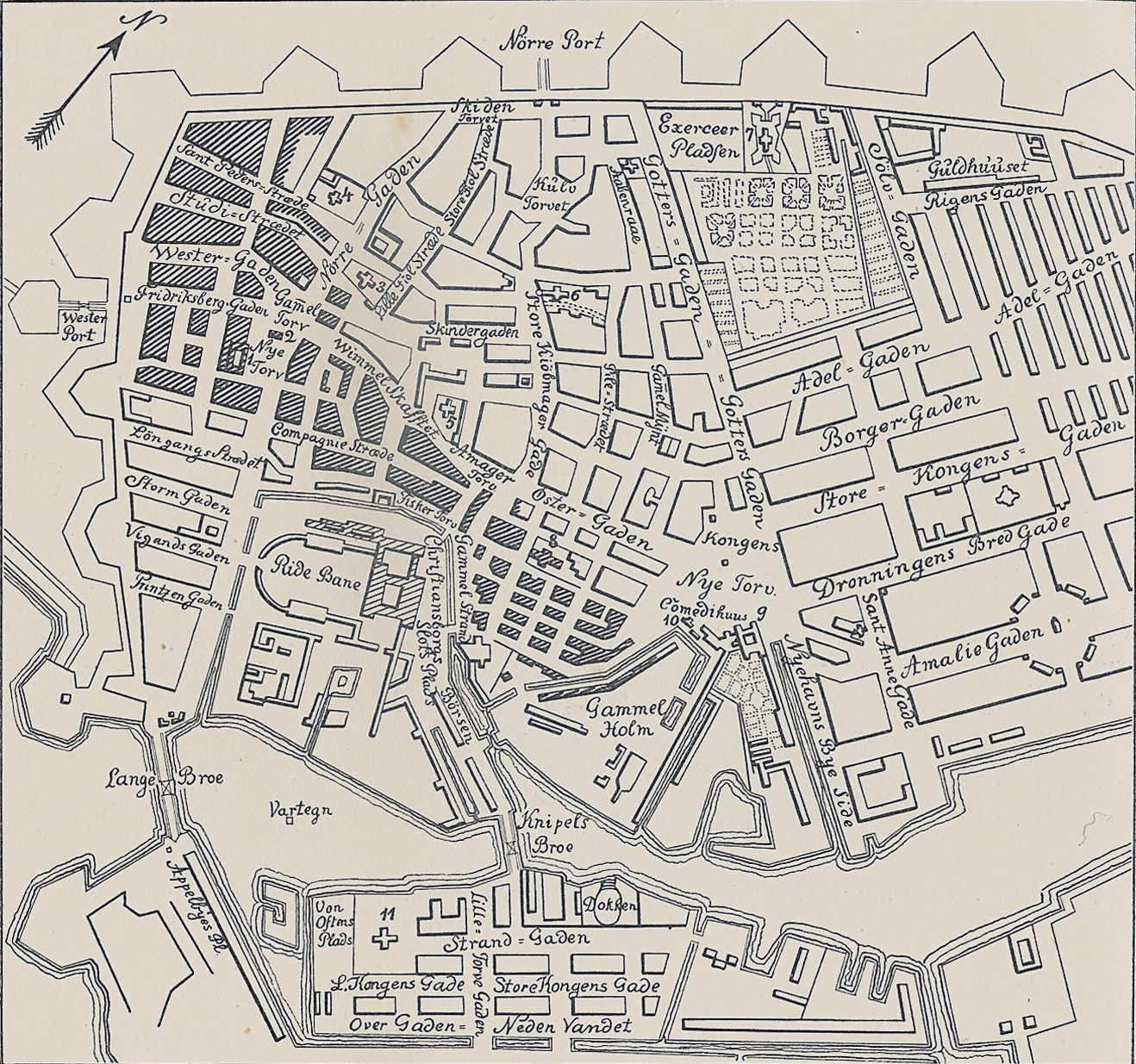
1795年のコペンハーゲン大火の地図

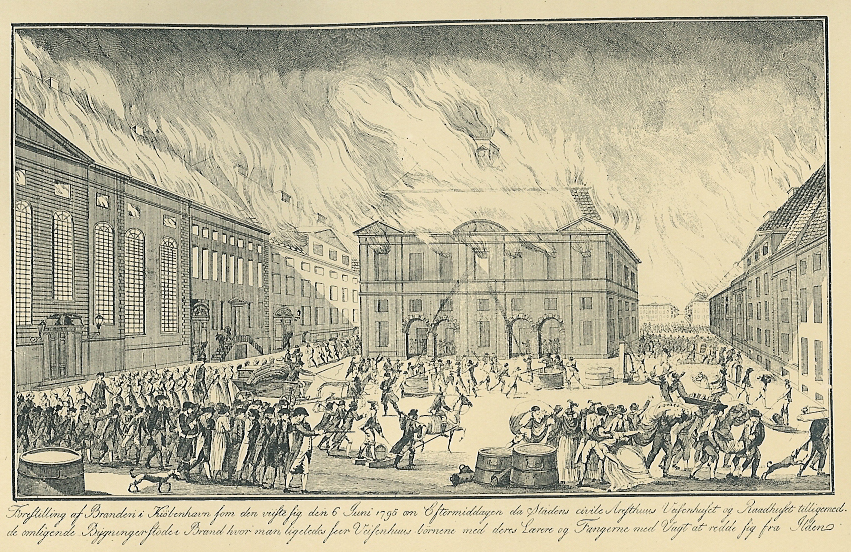
大火を描いた石版画

1795年のコペンハーゲン大火（1795ねんのコペンハーゲンたいか）は、1795年6月5日金曜日午後3時頃、ガメルホルムのコンゲンス・ニュートー広場南東に位置する古い海軍基地の近隣にある、海軍の石炭や材木を貯蔵する火薬庫（いわゆる“Dellehave”）で発生した。従業員は既に帰宅していたため、消火活動が開始されるまでに相当な時間が経過し、盗難への恐れから消火栓も取り外されていた。また、ホルメンの人々は、軍事エリアのため軍が対処するはずであると信じたからか、市民消防団を妨害した。
長期間降水がなく、乾燥した木材に加えてロープやタールなどの備蓄もあり、火は急速に拡大した。また、風が東南東から特に激しく吹いていたため、無数の燃えさしが風に乗って市街地まで運ばれた。さらに、陽射しも強く、小さな火は燃え付くまで発見するのが難しかった。これが、火がガメルホルムからホルメンス・カナル沿いの本火薬庫、ホルメンス・カナルを越えた聖ニコラス教会周辺の地区、さらにはガメル・ストラン沿いからニュートーやガメルトー周辺の地域にまで広がった要因となった。

## 聖ニコラス教会における火災

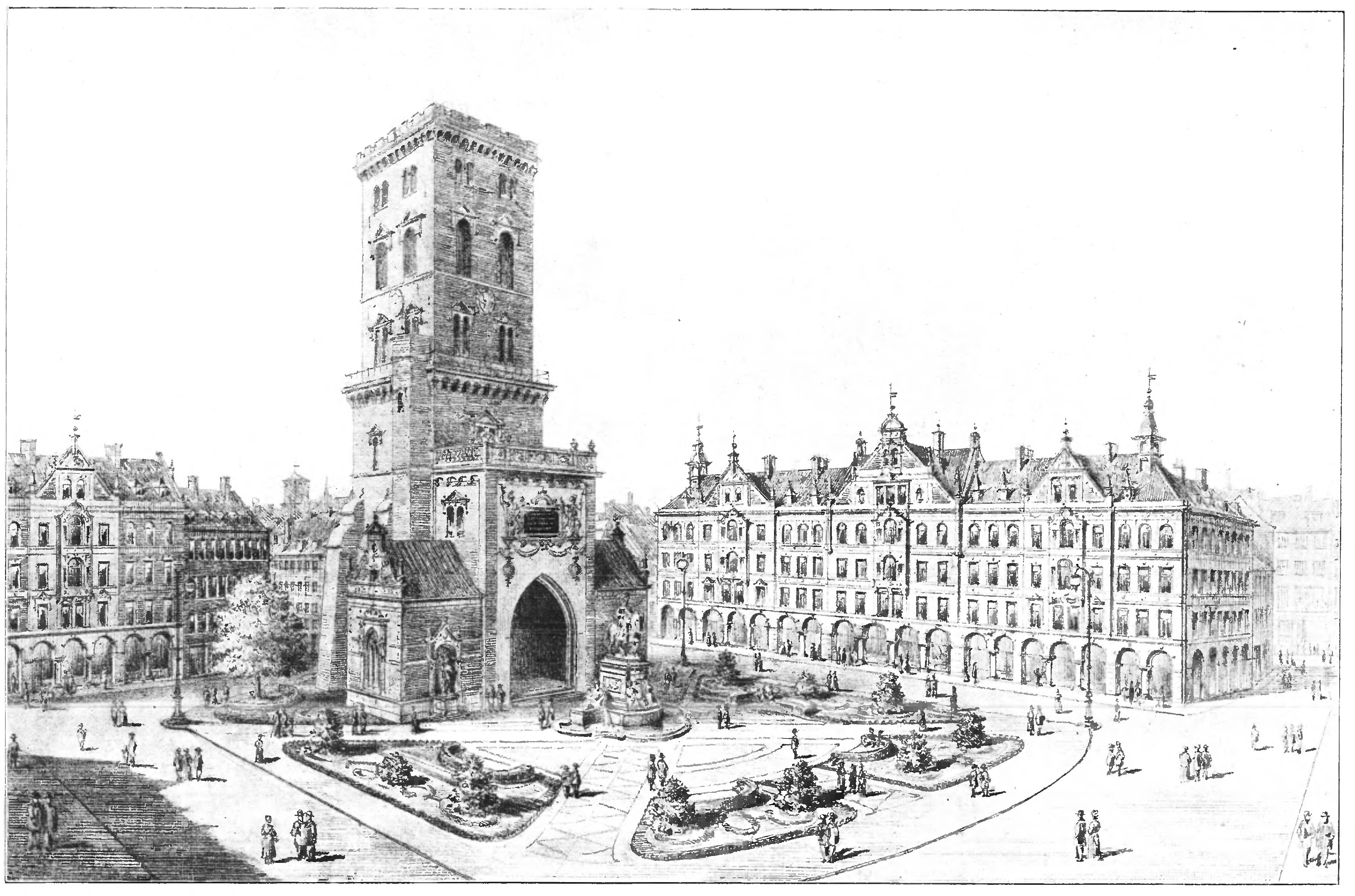
ニコライ教会の燃え残った塔。その後尖塔が取り付けられ現在はニコライ現代美術センターの建物となっている。

聖ニコラス教会の近隣は建物が極めて密集していたため、1728年のコペンハーゲン大火後に防火対策のインフラが建設されていた。400バレルの水を貯めることができる貯水池が掘られていたほか、長さ800フィートのホースを経由して水をくみ上げることができるポンプ場も建設されていた。このポンプは、ホースから1分当たり1バレルの水を供給できるレベルまで水圧を上げることができた。しかし、火花が教会の塔に燃え移った時、ポンプ場のドアの鍵が見つかっておらず、しばらくしてから、誰かがドアを蹴破って入ることを思いついた。その時点で既に火災が発生しており、周辺地区の住民はパニックに陥っていた。道路は家具などを火から安全な場所へ移動させる住民などで大混雑し、ホースを火に近づけることができなかった。間もなく教会は全焼し、ポンプも焼失した。その時点で、聖ニコラス地区の被害は不可避となった。

## 消火活動
火災の恐れがあった地区の住民の大半は避難を選択したが、一部の場所では住民が自宅に残り消火活動を行った。ウスタゲーゼの北側の住宅3～4軒では、人々が家の内外に広がり、バケツで大量の水をまいた。これによって火災の発生が抑えられ、同時に、火の拡大が避けられなかったであろう近隣のクマーゲーゼの被害を防いだ。
会議評議員カーステン・アンカーは、ヴィーンゴストレーゼ（Vingårdsstræde）とコンゲンス・ニュートーの角に邸宅を所有していたが、邸宅と邸宅に接続している建物を帆で覆い、常に水をかけ続けたことで、被害を防いだ。
司法評議員ピーター・ウルデルは、ヴィメルスカフテズの邸宅について、多くの人々にお金を払い、現地に留って燃えさしを消してもらい、被害を防いだ。これにより、広場の北側への火の拡大が抑えられ、南側のみが焼失した。

## 余波

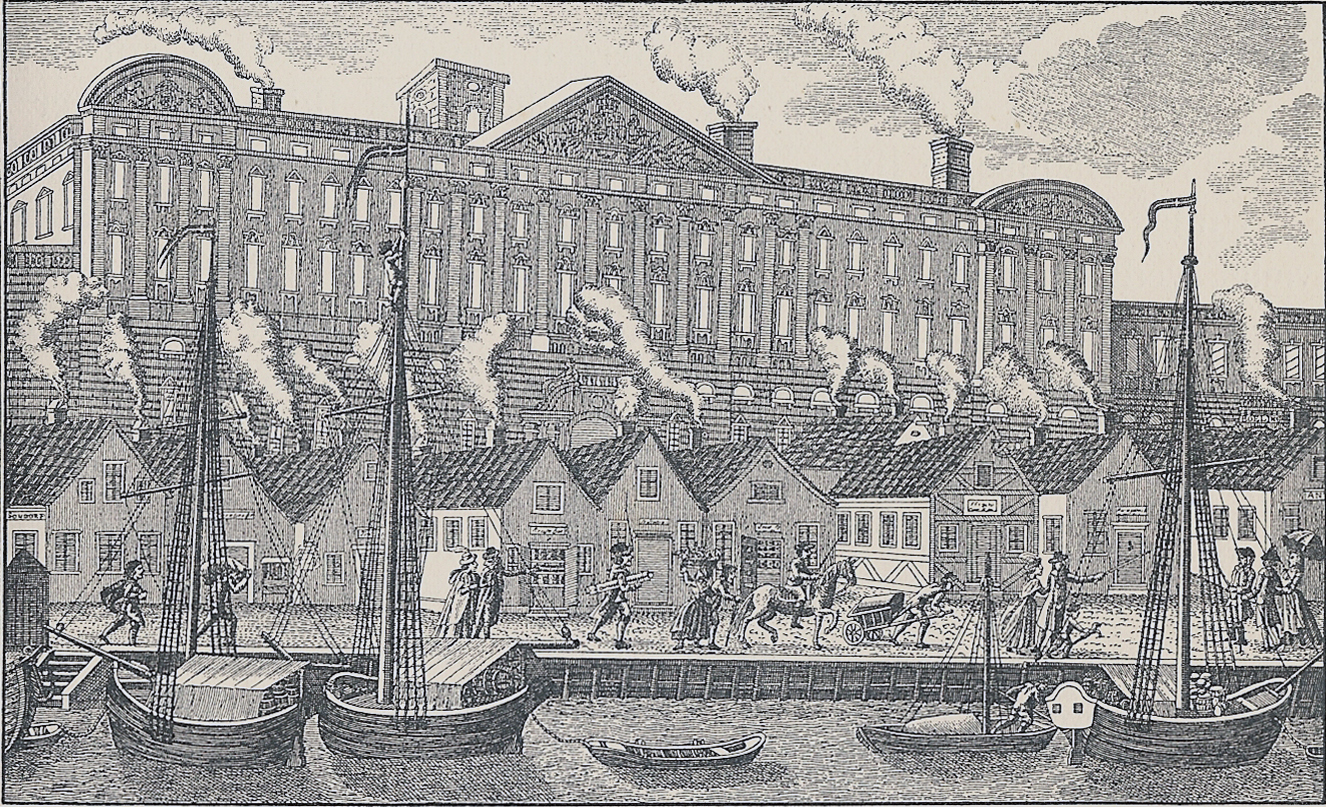
クリスチャンスボー城一帯に被災者が建てたバラック群

火は、7月7日日曜日午後4時頃に鎮火した。909軒の家屋が全焼し、74軒が一部損壊した。コペンハーゲンの100,000人足らずの住民のうち、6,000人余りがホームレスとなり、その多くが前年に全焼したばかりのクリスチャンスボー城の焼け跡に避難した。残っていた壁は大きく、窓の壁龕に一家全員で移り住めるほどであった。また、厩舎も住居として使用された。
この大火は、1728年のコペンハーゲン大火と共に、コペンハーゲンの中世およびルネサンスの遺産を実質的にほぼすべて焼き尽くしたため、18世紀以前の家屋は、この地域には数軒しか残っていない。コペンハーゲンの歴史的建物は、1807年のコペンハーゲンの戦いで英国軍に砲撃された際にさらに焼失している。
この火災で家屋を焼失した被災者の住宅再建を融通するため1797年にコペンハーゲン住宅所有者信用組合が設立されたが、これはデンマークでは最初の信用組合となった。
火災後、都市設計家ヤーアン・ヘンレク・ラヴェルトと建築家ピーダー・メインにより、大規模計画が設計された。この計画では、新たに建築する住宅は（木造ではなく）石造とし、消防署の長いはしご車隊が通りを走行しやすくなるよう、交差点の住宅の角を斜めにして通りを真っすぐにするよう指示された。